# Эскобар, Хуан Карлос
Хуан Карлос Эскобар Родригес (исп. Juan Carlos Escobar Rodríguez; род. 30 октября 1982) — колумбийский футболист, полузащитник. Выступал в национальной сборной Колумбии.

## Карьера
Выступал за клуб российской премьер-лиги «Крылья Советов» Самара. Перешёл в самарский клуб в августе 2007 года вместе со своим соотечественником и одноклубником по «Депортес Толима» Дарвином Кинтеро. Оба стали первыми колумбийцами в истории чемпионатов России. Во втором сезоне выступлений за «Крылья» Эскобар забил свой первый мяч в чемпионате России. 11 мая 2008 года открыл счёт в матче «Крылья Советов» — «Спартак» (Москва), завершившемся ничьей 1:1. 19 октября 2011 года Хуан Карлос Эскобар и руководство самарских «Крыльев Советов» досрочно прекратили действие договора о сотрудничестве.